# Andreea Roșca
Andreea Roșca, née le 20 mars 1999 est une joueuse roumaine de tennis.

## Carrière
Andreea Roșca a débuté sur le circuit professionnel en 2013.
En août 2022, elle gagne son 1er titre en double lors du tournoi WTA 125 de Iași avec la Russe Darya Astakhova. 

## Palmarès

### Titre en double en WTA 125
| No | Date       | Nom et lieu du tournoi | Catégorie | Dotation  | Surface      | Partenaire      | Finalistes                   | Score            |          |
| -- | ---------- | ---------------------- | --------- | --------- | ------------ | --------------- | ---------------------------- | ---------------- | -------- |
| 1  | 01-08-2022 | BCR Iași Open Iași     | WTA 125   | 115 000 $ | Terre (ext.) | Darya Astakhova | Réka Luca Jani Panna Udvardy | 7-5, 5-7, [10-7] | Parcours |

## Parcours en Grand Chelem
N'a jamais participé aux qualifications ou intégré un tableau final

## Classements WTA en fin de saison
| Année          | 2014 | 2015 | 2016 | 2017 | 2018 | 2019 | 2020 | 2021 | 2022 | 2023 | 2024 |
| Rang en simple | 1124 | 910  | 689  | 919  | 232  | 705  | 517  | 374  | 366  | 1111 | 1402 |
| Rang en double | 1123 | –    | 667  | 1226 | 329  | 398  | 375  | 430  | 218  | –    | 1008 |

Source : (en) Classements de Andreea Roșca sur le site officiel de la Fédération internationale de tennis